# 姚木根
姚木根（1957年11月—），江西樟树人。大学学历，中华人民共和国政治人物。曾任江西省人民政府副秘书长、办公厅主任，省发展和改革委员会党组书记、主任、江西省人民政府副省长等職。2014年4月因涉嫌严重违纪违法而被免除副省长职务。2015年12月被判處有期徒刑13年，并没收个人财产人民币三百万元。

## 生平
姚木根是江西樟树人，江西财经大学计划统计系国民经济计划专业毕业並獲经济学学士。历任江西省人民政府副秘书长、办公厅主任，省发展和改革委员会党组书记、主任等职。2011年5月27日，被补选为江西省人民政府副省长。
2014年3月22日，据报道他涉嫌严重违纪违法正接受组织调查。2014年4月11日，江西省第十二届人大常委会第十次会议表决通过免去姚木根的江西省副省长职务。据报道他落马前共有十几套房产而在个人报告中只填写了一套。2014年8月5日，中央纪委监察部网站发布消息，江西省原副省长姚木根巨额受贿被开除党籍。
2015年5月22日，最高人民检察院指定福建省人民检察院侦查姚木根受贿罪案，该案后被移送福建省厦门市人民检察院审查起诉。厦门市人民检察院已向厦门市中级人民法院提起公诉。2015年8月18日，厦门市中级人民法院公开开庭审理其受贿一案，厦门市人民检察院起诉书指控他在2004年5月至2013年期间，利用其担任江西省人民政府副秘书长、办公厅主任、省发展和改革委员会主任、省人民政府副省长等职务上的便利，为相关单位和个人在催要货款、承揽工程、工作调动和职务晋升等事项提供帮助，总计收受上述单位和个人给予的财物共计折合人民币2302.947472万元。2015年12月18日，厦门市中级人民法院第三法庭公开宣判姚木根受贿一案，姚木根因受贿罪被判有期徒刑13年，并处没收个人财产人民币三百万元。

## 家庭
姚木根之父为姚振明，其妻为易安苹，二人育有一子姚易。姚木根另有一弟姚灵目，担任中共新余市委副秘书长。